# Technique d'interrogatoire renforcée

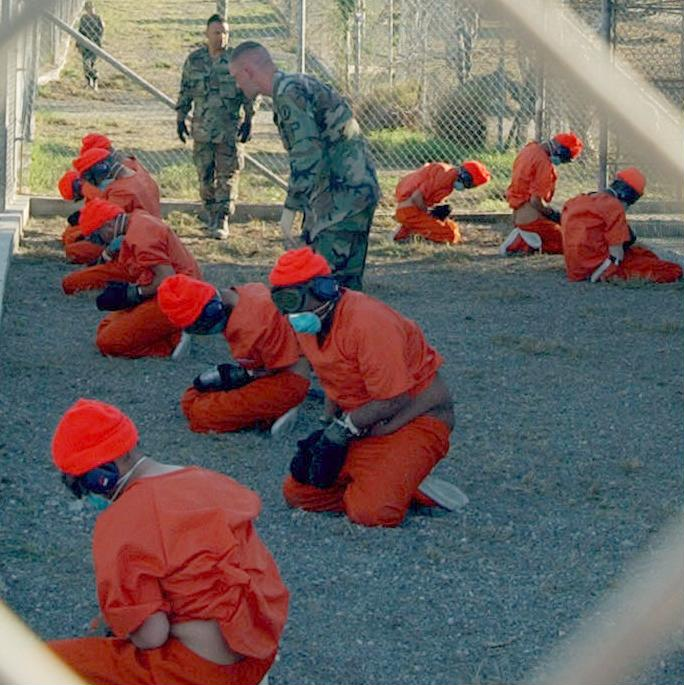
Arrivée de nouveaux détenus au Camp X-Ray du centre de détention de Guantánamo où des techniques d'interrogatoire renforcées ont été utilisées.

La technique d’interrogatoire renforcée (enhanced interrogation technique) est un euphémisme utilisé par l’administration de George W. Bush (2001 - 2009) aux États-Unis pour désigner les méthodes d’interrogatoires des services de renseignements militaires américains et de la CIA appliquées aux individus capturés dans le cadre de la guerre contre le terrorisme après les attentats du 11 septembre 2001.
En 2009, l’administration de Barack Obama a conclu que ces méthodes étaient équivalentes à la torture et interdit leur usage.

## Central Intelligence Agency

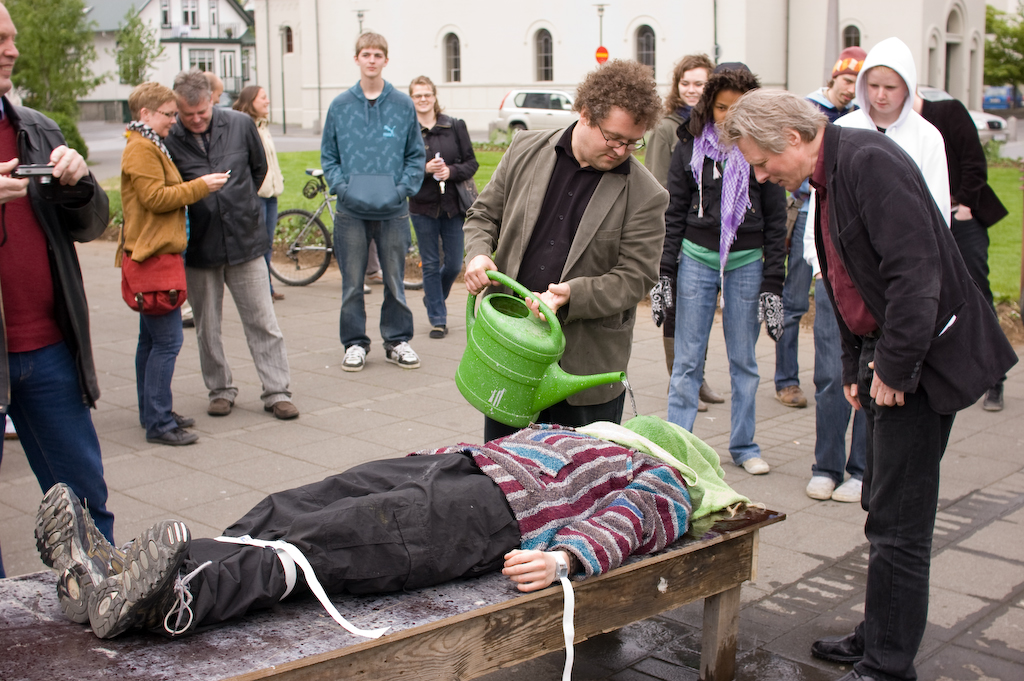
Démonstration de la technique du waterboarding lors d'une manifestation.

Un rapport de décembre 2008 précise que « les techniques brutales d’interrogatoire utilisées par la CIA et l’armée américaine sont dérivées des techniques utilisées lors de la formation des forces spéciales afin de résister à l’interrogatoire de la part d’ennemis torturant leurs prisonniers. Ces techniques incluent la nudité forcée, des postures douloureuses et stressantes, la privation de sommeil et, jusqu’en 2003, le waterboarding, une simulation de noyade »,. D’anciens membres de la CIA sont venus sur le devant de la scène pour révéler des détails sur ces techniques autorisées par la CIA, incluant :
- se saisir brutalement de la chemise du prisonnier et le secouer (Attention Grab) ;
- une gifle soudaine avec le plat de la main (Attention Slap) ;
- une frappe de la main à plat sur l’abdomen (Belly Slap) ;
- forcer les prisonniers à se tenir debout, les mains menottées, les pieds attachés au sol pendant plus de 40 heures (Long Time Standing)
- le prisonnier est nu dans une cellule à 10 °C et aspergé d’eau froide régulièrement (Cold Cell)
- le prisonnier est attaché sur une planche, les pieds surélevés, une serviette appliquée sur la bouche et de l’eau déversée sur le visage, provoquant une sensation de noyade (waterboarding).

Selon le directeur de la CIA, Michael Hayden, en décembre 2007 : « sur environ 100 prisonniers détenus dans le cadre du programme de la CIA, 30 ont subi les techniques en question et 3 seulement le waterboarding »,.
Selon ABC News en 2007, la CIA a abandonné le waterboarding de sa liste de techniques en 2006. L’année de son dernier usage effectif serait apparemment l'année 2003.

## Département de la Défense

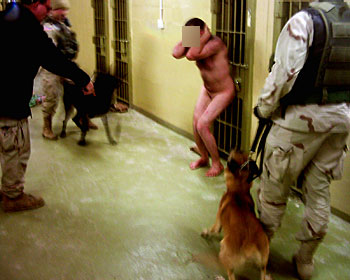
Un homme à la prison d'Abou Ghraib menacé à l'aide de deux chiens.

Les techniques d'interrogatoire suivantes ont été officiellement utilisées par l'armée américaine,, :
- hurler contre le prisonnier ;
- utiliser une musique assourdissante et faire un usage stressant de la lumière ;
- manipuler l'environnement ;
- priver le prisonnier de sommeil ;
- faire exécuter au prisonnier des postures stressantes ;
- interroger un prisonnier 20 heures d'affilée ;
- provoquer une peur contrôlée (chiens, avec ou sans muselière).

En novembre 2006, le général de brigade Janis Karpinski, responsable de la prison d'Abou Ghraib jusque début 2004, déclare au quotidien espagnol El Pais qu'elle est en possession d'un courrier de Donald Rumsfeld (secrétaire à la Défense des États-Unis) autorisant le personnel civil sous contrat de l'armée à utiliser la privation de sommeil lors des interrogatoires. « Les méthodes utilisées consistaient à faire tenir debout les prisonniers pendant de longues périodes, la privation de sommeil, la musique jouée à un volume élevé (...) Rumsfeld a autorisé ces techniques spécifiques ». Elle déclara que cela était contraire aux conventions de Genève selon lesquelles « Les prisonniers de guerre qui refusent de répondre ne peuvent être menacés, insultés ou exposés à des traitements désagréables ». Selon Karpinski, la signature de Rumsfeld était au-dessus de son nom imprimé et il était inscrit manuellement dans la marge, avec la même écriture : « Assurez-vous que cela soit fait ».[réf. incomplète]
Le 1er mai 2005, The New York Times rapporte l'existence d'une investigation des accusations d'abus sur les détenus de Guantánamo :« Des agents du FBI ont témoigné avoir vu des détenus soumis à différentes formes de traitement brutal. Ces agents ont, dans des notes dont le contenu ne devait jamais être révélé publiquement, déclaré avoir vu des officiers interrogateurs féminins empoigner avec force les parties génitales de prisonniers masculins ainsi que d'autres prisonniers dénudés et enchainés au sol pendant des heures ».
Le 12 juillet 2005, des membres d'une commission militaire déclare au comité qu'ils demandent une sanction pour le commandant de la prison, le Major Général Geoffrey D. Miller, à la suite de l'interrogatoire de Mohammed Mani Ahmad al-Kahtani qui fut forcé à porter un soutien-gorge, à danser avec un autre homme et menacé par des chiens. La recommandation est rejetée par le général Bantz J. Craddock (en), commandant de la US Southern Command qui transmet l'affaire à l'inspecteur général des armées.

## Origine et développement

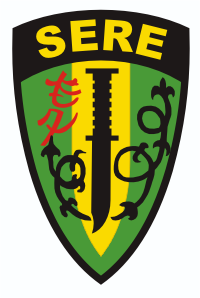
L'insigne du SERE.

### James Elmer Mitchell et Bruce Jessen
Les techniques d'interrogatoire de la CIA sont issues des travaux de James Elmer Mitchell et de Bruce Jessen au sein du programme SERE (Survival Evasion Resistance Escape) de l'Air Force,,,,,. Les deux psychologues avaient été sollicités afin de développer des techniques nouvelles d'interrogatoire rigoureux,,,,. Cependant, aucun des deux n'avait la moindre expérience de la gestion d'interrogatoires,,,. Le colonel de l'Air Force, Steve Kleinman, déclara que la CIA « avait choisi deux psychologues cliniciens qui n'avaient aucune expérience dans ce domaine et n'avaient jamais conduit d'interrogatoires (...) pour accomplir quelque chose qui n'avait jamais été validé dans le monde réel »,,.
Les assistants de Mitchell et Jessen étaient sceptiques devant leurs méthodes et ont déclaré qu'ils ne les croyaient pas en possession des données nécessaires sur l'impact de ce programme sur la psyché humaine. La CIA constata effectivement et par écrit que la connaissance de Mitchell et Jessen de la torture par l'eau était probablement « déformée » et qu'il n'y avait par conséquent aucune raison de croire que leurs méthodes étaient médicalement sûres et efficaces. Mais malgré ces constats de déficiences, les deux psychologues furent payés 1 000 dollars par jour par la CIA, à quoi s'ajoutait le remboursement des frais personnels, le tout exempté d'impôt,,.

### SERE
Le programme SERE était, au départ, un projet défensif qui devait permettre à des prisonniers de résister à des interrogatoires et à la torture s'ils devaient tomber entre des mains ennemies,. Il soumettait les participants à des tortures telles que « le waterboarding, la privation de sommeil, l'isolement, l'exposition à des températures extrêmes, l'enfermement dans des espaces étroits, l'exposition à des bruits assourdissants et l'humiliation religieuse ou sexuelle ».
Sous la supervision de la CIA, Miller et Jessen ont transformé SERE en programme offensif dans le but de former des agents de la CIA à l'utilisation de méthodes brutales d'interrogatoire pour l'obtention d'informations de la part des prisonniers terroristes,,. Toutes les méthodes mentionnées ci-dessus ont été listées lors de l'enquête du Comité international de la Croix-Rouge sur 14 détenus importants comme ayant été utilisées sur Abou Zoubaydah,
Les deux psychologues se sont principalement fondés sur les travaux de Martin Seligman dans les années 1970, dont le concept d’impuissance apprise. Au cours des expérimentations de Seligman, des chiens en cages étaient exposés à des chocs électriques d’une façon aléatoire dans le but de briser leur volonté de résistance. Mitchell et  Jessen ont appliqué cette méthode durant l’interrogatoire d’Abu Zubaydah,.
La plupart des techniques d'interrogatoire du programme SERE, dont le waterboarding, les « cellules froides », la position debout forcée et les privations de sommeil étaient auparavant jugées illégales par les lois américaines et internationales,.
Les États-Unis avaient même traduit en justice des militaires japonais après la seconde guerre mondiale ainsi que des soldats américains après la guerre du Viêt Nam pour l'usage du waterboarding, jusqu'en 1983. Depuis 1930, la privation de sommeil était une torture illégale. D'autres méthodes développées par la CIA constituent des traitements inhumains et dégradants selon la convention des Nations unies contre la torture et l'article 3 de la convention européenne des droits de l'homme.

Selon Human Rights First : 

« Les notes internes du FBI et les communiqués de presse ont désigné les entrainements de SERE comme les méthodes les plus brutales jamais autorisées par le Pentagone à l'encontre des détenus  en 2002 et 2003. »

Jane Mayer, dans The New Yorker : 

« Selon des personnes affiliées à SERE et deux autres sources familières du programme, après le 11 septembre, plusieurs psychologues connaissant les techniques de SERE ont commencé à conseiller officiellement les interrogateurs à Guantánamo Bay et d'autres endroits. Certains de ces psychologues ont principalement « essayés de faire de la rétro-ingénierie avec le programme », selon l'expression d'un des affiliés. « Ils ont pris une bonne connaissance et l'ont utilisée d'une mauvaise manière », déclare une autre source. Les interrogateurs ont utilisé à Guantánamo des techniques coercitives similaires à celles employées dans le programme SERE,. »

Sur le site d'investigation Salon :

« Un communiqué du 22 mars 2005 par l'ancien chef des interrogatoires à Guantánamo confirme que les instructeurs de SERE ont enseigné leurs méthodes aux interrogateurs des prisonniers à Cuba. »

## Approbation de l'usage par des membres du gouvernement américain
Début 2002, juste après la capture d'Abou Zoubaydah, les membres les plus éminents du gouvernement, Dick Cheney, Colin Powell, George Tenet, Condoleezza Rice, Donald Rumsfeld et John Ashcroft discutèrent de la légalité de l'usage éventuel par la CIA de techniques brutales à l'encontre de ce prisonnier,. Condoleezza Rice se souvient de la mention du programme SERE pendant la discussion : « Je me souviens avoir entendu que le personnel militaire y était soumis à un certain entrainement physique et psychologique ainsi qu'à des techniques d'interrogatoire ».
ABC News, dans un reportage du 9 avril 2008, rapporte que « les membres les plus importants de l'administration Bush ont discuté et approuvé les détails des méthodes d'interrogatoire des suspects d'Al-Qaïda par la CIA ». Les personnalités citées sont les mêmes que dans la source précédente.

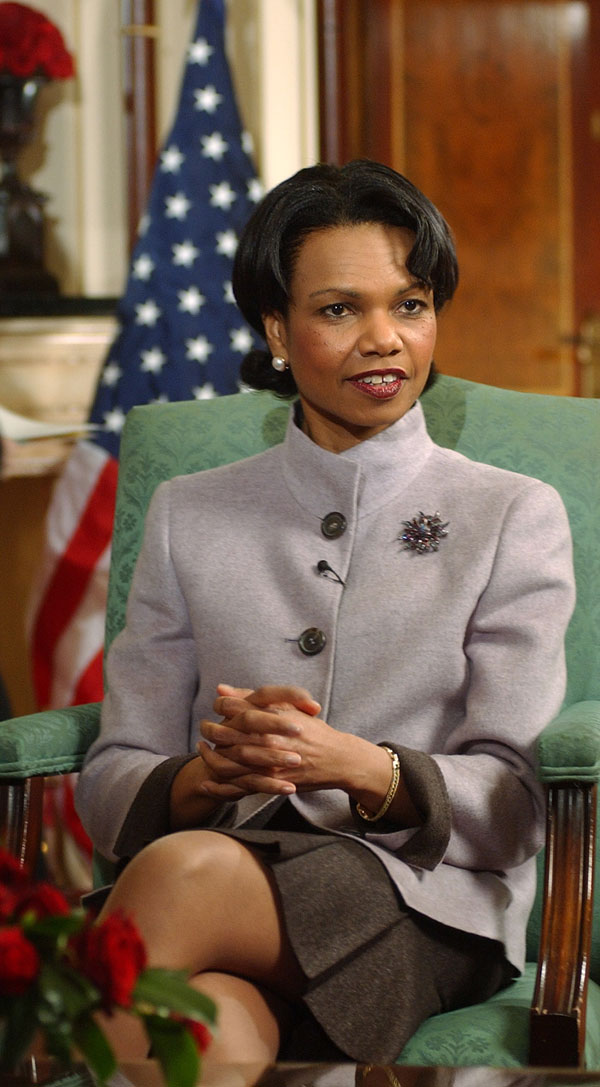
Condoleezza Rice en 2005.

Un rapport conjoint de 2008 révèle que : 

« Le mémorandum de 2002 signé par George W. Bush, déclarant que les conventions de Genève garantissant un traitement humain aux prisonniers de guerre ne s'appliquait pas aux prisonniers Talibans et Al-Qaïda ainsi que celui de décembre 2002, signé par Donald Rumsfeld, approuvant l'usage de « techniques agressives » contre les détenus du camp de détention de Guantanamo Bay, sont des facteurs déterminants qui ont conduit aux abus. »

En 2002 et 2003, plusieurs membres démocrates du Congrès ont reçu un briefing sur les techniques d’interrogatoire renforcés. Parmi eux, Nancy Pelosi, future porte-parole du Congrès des États-Unis et Jane Harman. L'attitude durant les briefings était celle d'une approbation générale quand ce n'était pas un soutien total. Le sénateur Bob Graham, dont les documents de la CIA confirment la présence aux briefings, déclara qu'il n'avait pas été informé du waterboarding en 2002 et que les journaux de présence de la CIA sont contredits par son propre agenda. Harman fut le seul membre du congrès à s'opposer aux techniques proposées.
Dans le rapport de l'inspecteur Dick Marty sur les prisons secrètes de la CIA, en 2007, la formule « technique d'interrogatoire renforcée » est présentée comme un euphémisme pour « torture ». Ses documents indiquent que les membres les plus éminents du gouvernement de l'époque étaient engagés dans les discussions pour l'approbation de l'usage de ces techniques d'interrogatoire, utilisées sur le prisonnier Abou Zoubaydah.
Condoleezza Rice finit par annoncer à la CIA que les techniques d'interrogatoire renforcées étaient acceptables,. En 2009, Rice affirma : « Nous n'avons jamais torturé qui que ce soit ». Dick Cheney, de son côté, déclara « Je l'ai approuvé ainsi que les autres »,.
En 2010, Cheney était toujours sans remords, déclarant : « J'étais et je suis toujours un farouche promoteur de nos techniques d'interrogatoire renforcée ». Sur le sujet du waterboarding, Karl Rove déclara à la BBC en 2010 : « Je suis fier que nous ayons fait du monde un endroit plus sûr qu'il n'était, par l'utilisation de ces techniques. Elles sont appropriées et en conformité avec nos besoins internationaux et la législation américaine. Au cours des discussions qui ont conduit à la décision, John Ashcroft aurait dit : « Pourquoi parlons-nous de tout ça à la Maison Blanche ? L’histoire ne jugera pas cela avec clémence ».
Un conseiller de Condoleezza Rice, Philip Zelikow, s’opposa à l'usage de ces techniques. Après avoir lu la note du 1er août 2002 qui justifiait la torture, Zelikow produisit sa propre note contestant les conclusions du ministère de la Justice, les présentant comme fausses. L’administration Bush a tenté de rassembler tous les exemplaires de sa note pour les détruire,. Jane Mayer, auteur de  The Dark Side: The Inside Story of How the War on Terror Turned into a War on American Ideals, cite Zelikow prédisant que « la chute de l’Amérique dans la torture sera perçue avec le temps comme le furent les internements de Japonais, en ce sens que la peur et l’angoisse auront encore été exploitées par des fanatiques et des imbéciles ».

## Premières plaintes et rapports initiaux

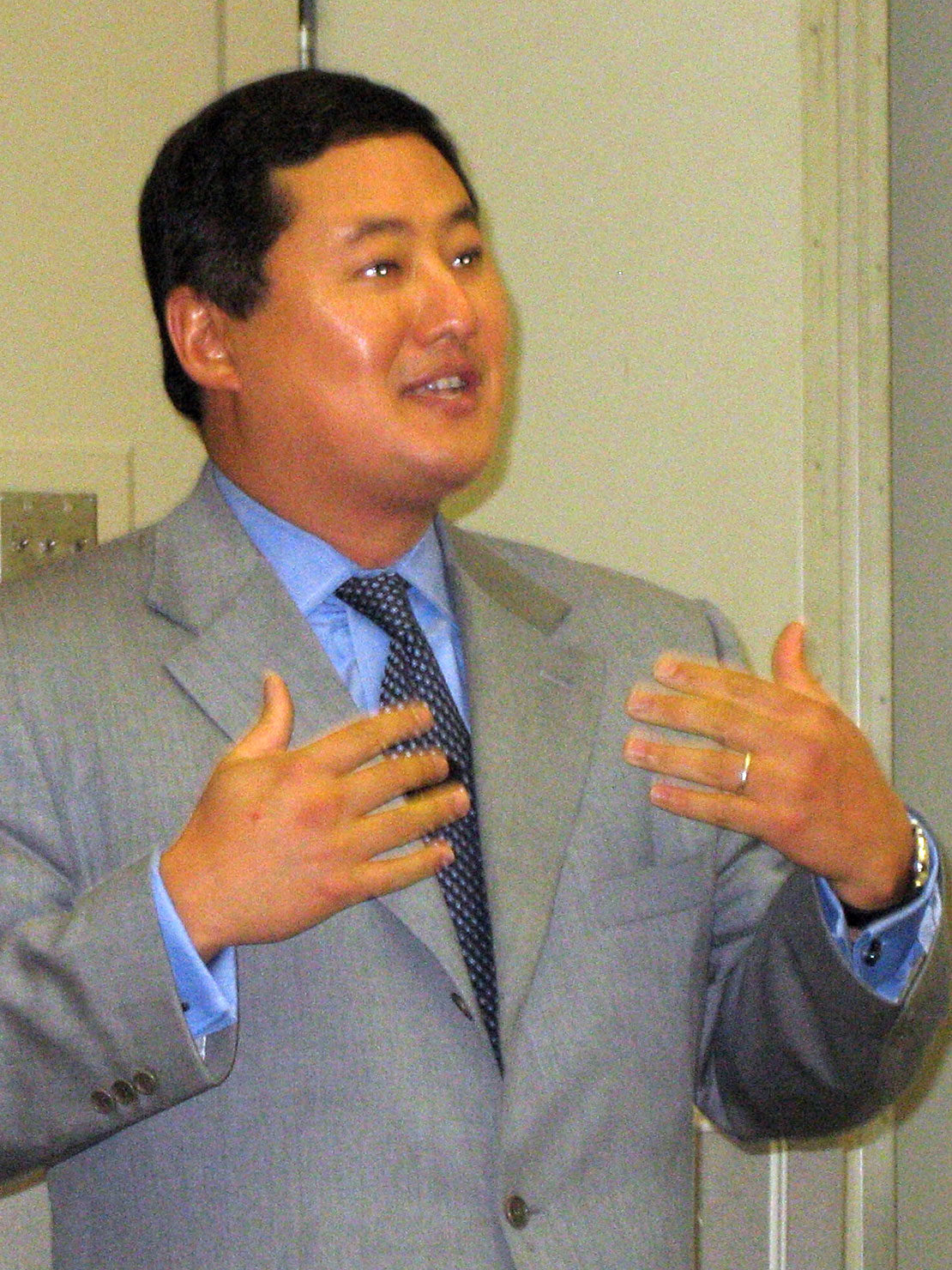
John Yoo, auteur des Mémos de la torture.

Un représentant de la Criminal Investigation Task Force déclara à la chaîne MSNBC en 2006 qu'ils avaient commencé à se plaindre au ministère de la Justice américain dès 2002 que les méthodes d'interrogatoire utilisées à Guantanamo par une équipe militaire distincte n'étaient pas productives, ne pouvaient fournir des informations fiables et étaient probablement illégales. N'ayant pas obtenu satisfaction dans cette direction, ils se tournèrent vers David Brant, directeur du Naval Criminal Investigative Service (NCIS) qui alerta le conseil général de la Navy, Alberto J. Mora.
Mora et l'avocat général de la Navy, Michael Lohr, prirent position et déclarèrent que le traitement des détenus était illégal. Ils engagèrent une campagne avec d'autres juristes et personnalités du Ministère de la défense afin de déclencher une investigation et de fournir des normes claires prohibant l'usage de techniques d'interrogatoire coercitives. En réponse, le 15 janvier 2003, Rumsfeld suspend l'approbation de l'usage de ces méthodes à Guantanamo jusqu'à ce que de nouvelles directives soient produites par un groupe de travail dirigé par le conseil de l'Air Force représenté par Mary Walker. Le groupe de travail présenta ses nouvelles recommandations dans des notes qui allaient être connues sous le nom de « Mémos de la torture ». Mora, ainsi que quelques autres, s'opposa aux conclusions de ces notes. Mais leur version finale fut finalement signée et transmise à Guantanamo sans en informer Mora et les autres opposants.

Néanmoins, Mora a soutenu que le traitement des détenus était en accord avec la législation depuis janvier 2003.

## Réactions et controverses

### Position officielle de l'administration Bush

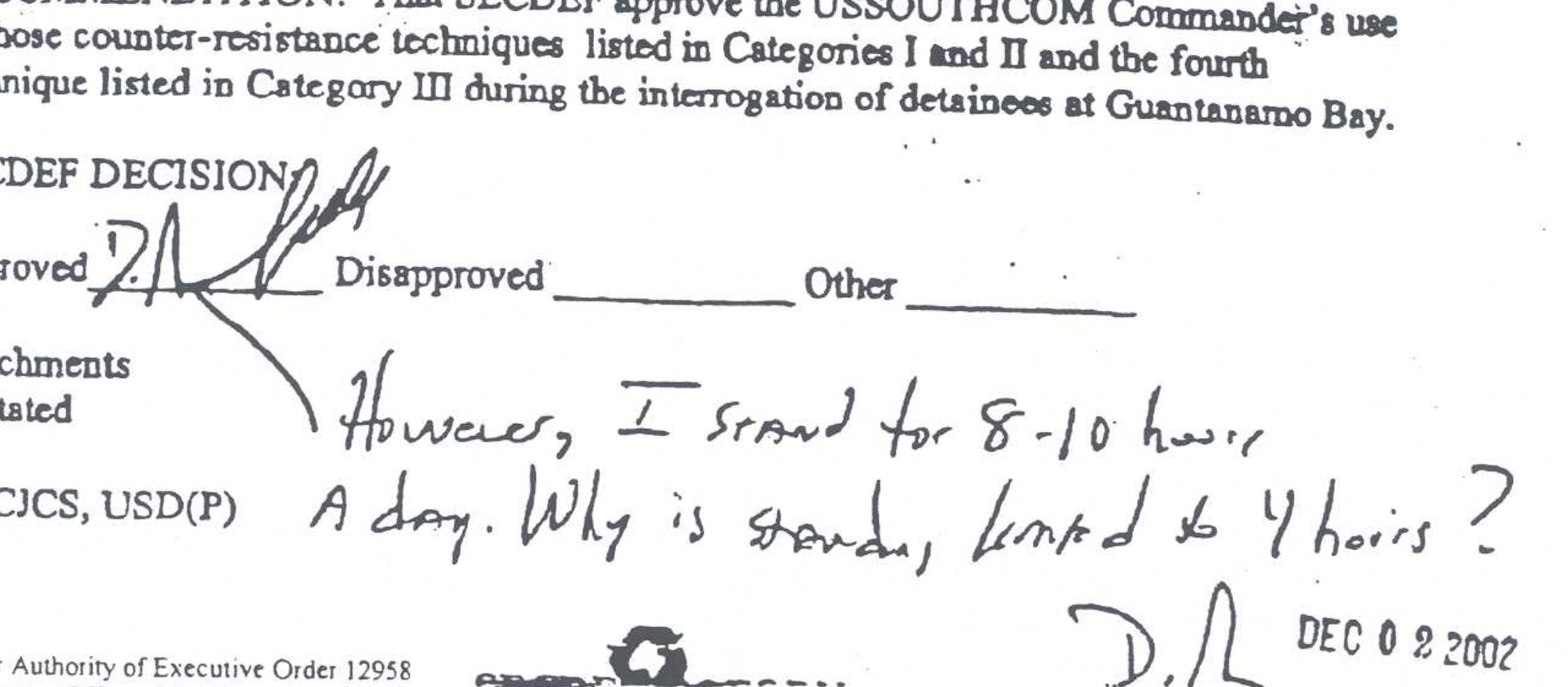
Commentaire écrit de Donald Rumsfeld : Je suis moi-même debout de 8 à 10 heures par jour. Pourquoi la posture debout des prisonniers est-elle limitée à quatre heures ?

Le président Bush déclara « Les États-Unis d'Amérique ne pratiquent pas la torture. Il est important que les gens dans le monde le comprennent ». Mais son administration créa le Detainee Treatment Act (« loi sur le traitement des détenus ») en 2005 afin de répondre aux multiples révélations d'abus. Cependant, dans sa déclaration au moment de la signature, Bush fit un commentaire indiquant qu'il se réservait le droit de renoncer à ce projet de loi s'il le jugeait nécessaire, en particulier pour protéger le peuple américain,.
Selon The Economist, en février 2008, Rumsfeld a écrit dans une note de la même année « Je suis moi-même debout de 8 à 10 heures par jour. Pourquoi la posture debout des prisonniers est-elle limitée à 4 heures ?»,.
Après sa présidence, dans ses mémoires publiés, le président Bush défend l'utilité des techniques d'interrogatoire renforcées et soutient qu'il ne s'agit pas de torture,.

### Réaction de gouvernements étrangers et de la presse
Le président Barack Obama, le général Holder et le procureur militaire de Guantanamo, Crawford, ont appelé ces techniques « torture ». Le gouvernement britannique également,. Human Rights First (HRF) et Physicians for Human Rights ont appelé ces techniques de la torture et citent le rapport du bureau de l'Inspecteur Général qui conclut que les « interrogatoires de type SERE constituent des tortures mentales ou physiques et de la coercition selon les conventions de Genève ». Un rapport de l'ONU dénonce les abus des États-Unis sur certains prisonniers en les désignant comme de la torture, appelant à l'abandon complet de ces « techniques renforcées ».
La presse américaine a été hésitante à utiliser le terme torture pour désigner ces techniques, en partie parce que, selon Paul Kane du Washington Post, la torture est un crime et que ceux qui se sont engagés dans l'usage de ces techniques n'ont été ni accusés ni condamnés. Le New York Times présente ces techniques comme brutales tout en évitant le mot torture dans la plupart de ses articles,. Les éditoriaux faisaient référence à ces méthodes sous le nom de « techniques renforcées ».
À la suite d'une controverse sur le bannissement, par la National Public Radio de l'usage du mot torture et le fait qu'une de ses journalistes, Alicia Shepard, ait défendu le choix du gouvernement en disant que « appeler le waterboarding de la torture, revient à prendre parti », Geoffrey Nunberg, professeur de linguistique à Berkeley, a déclaré que tous les médias du monde, hormis les « médias mous américains », ont appelé ces techniques « torture »,. Dans un article sur les euphémismes, Glenn Greenwald évoque la corruption du journalisme américain.

« La complicité médiatique active dans la tentative de masquer la création, par notre gouvernement, d'un régime de torture systématique, par le refus de le nommer explicitement, est une des raisons principales qui ont permis que cela dure si longtemps. Le refus constant des médias principaux d'appeler « torture » ce que l'administration Bush a fait - même confronté à la mort de 100 détenus -, alors que ce terme a été utilisé par un membre éminent de cette administration pour décrire ce qui se passait à Guantanamo et que les médias utilisent ce même terme pour décrire les mêmes techniques quand elles sont pratiquées par d'autres pays, est révélateur du mode de pensée du journalisme moderne. »

Andrew Sullivan, de l’Atlantic Monthly, soutient que la première utilisation d'une expression comparable à « technique d'interrogatoire renforcée » peut être trouvée en 1937 dans une note du chef de la Gestapo, Heinrich Muller, auteur de l'expression Verschärfte Vernehmung  qui signifie « interrogatoire plus sévère » et aurait désigné des techniques identiques à celles autorisées par l'administration Bush. Sullivan rapporte qu'en 1948 la Norvège a porté plainte contre l'autorité allemande sur le sujet des Verschärfte Vernehmung.

### Débat sur l'efficacité de ces méthodes
L'efficacité même des techniques a été mise en doute. Selon le New York Times : 

« Les experts conseillant l'administration Bush sur les nouveaux interrogatoires l'ont prévenue que les méthodes brutales utilisées depuis 2001 étaient périmées, du travail d'amateur et pas fiables. »

Le Washington Post commente un rapport sur le sujet : 

« Il n'existe aucune preuve scientifique pour soutenir l'utilisation controversée de ces techniques dans la lutte contre le terrorisme, et les experts pensent que les méthodes douloureuses et coercitives pourraient même ralentir l'obtention d'informations essentielles, selon un nouveau rapport d'un groupe de consultant. »

Le scénario du compte à rebours est fréquemment utilisé pour justifier les interrogatoires renforcés. Michael Chertoff, le chef de la sécurité intérieure à l'époque de Bush déclara même que la série télévisée 24 heures chrono « reflète la réalité ». John Yoo, celui qui a produit le « Mémo de la torture », cite Jack Bauer pour étayer sa cause alors que Supreme Court Justice Antonin Scalia va encore plus loin en déclarant : « Jack Bauer a sauvé Los Angeles... il a sauvé des centaines de vie. Allez-vous mettre en examen Jack Bauer ? »,.
Dick Cheney suggéra que ces interrogatoires auraient permis de protéger le pays par les informations obtenues. Les seuls exemples connus sont celui du waterboarding de Khalid Shaikh Mohammed qui serait supposé avoir permis d'empêcher une attaque terroriste à Los Angeles en 2002 alors que ce détenu n'a été capturé qu'en 2003, et celui de Ibn al-Shaykh al-Libi qui aurait confessé que l'Irak avait entraîné Al-Qaïda, une confession qui s'est révélée fausse par la suite,.
Une analyse de Shane O'Mara du Trinity College de Dublin conclut que le « stress prolongé provoqué par les interrogatoires brutaux de la CIA ont pu affecter la mémoire des suspects et diminuer leur capacité à fournir des informations factuelles que les agences de renseignement recherchaient »,.

Peter Carlson du Washington Post souligne que lorsqu'il fut connu que les troupes américaines avaient eu recours au waterboarding sur des guérilleros philippins en 1898, Mark Twain avait demandé : 

« Pour qu'ils confessent quoi ? La vérité ou des mensonges ? Comment savoir ce qu'ils répondront puisque dans la douleur insupportable un homme peut confesser n'importe quoi, tout ce qui est attendu de lui, vrai ou faux. Une telle preuve est alors sans valeur,. »

### Disparition d'enregistrements vidéo
En décembre 2007, l'information a circulé que des enregistrements vidéo de 2005 d'interrogatoires conduits par la CIA avaient été détruits. En 2010, il fut révélé que Jose Rodriguez, directeur des opérations de la CIA de 2004 à 2007, avait demandé la destruction de ces enregistrements parce que leur contenu serait « dévastateur pour la CIA » et que « la chaleur qui se dégagerait de cette destruction ne serait rien à côté de celle que provoquerait leur diffusion dans le domaine public ». Le New York Times rapporta qu'une investigation dans les programmes de détention secrète de la CIA « conduirait à des charges criminelles pour interrogatoires abusifs ».
Thomas Kean et Lee Hamilton de la Commission nationale sur les attaques terroristes contre les États-Unis déclarèrent :

« D'un point de vue légal, ce n'est pas à nous d'examiner l'impossibilité de la CIA de nous montrer ces enregistrements. C'est à d'autres de le faire. Mais ce que nous savons c'est que des membres du gouvernement ont décidé de ne pas informer une institution légalement instaurée par le Congrès et le président, afin d'enquêter sur une des plus grandes tragédies que ce pays ait connu. Nous appelons cela « obstruction à la Justice ». »

En réponse au « Mémo de la torture », l'avocat Scott Horton souligna :

« La possibilité que les auteurs de ce mémo aient conseillé l'usage de techniques illégales et meurtrières et qu'ils soient déclarés coupables par la Justice. C'est, après tout, l'enseignement apporté par le procès de Nuremberg où fut exposé le mémo des juristes du ministère allemand de l'époque posant les bases de l'ignoble nuit et brouillard. »

### Rapport de la Croix-Rouge de mars 2009
Le 15 mars 2009, Mark Danner publia dans le New York Review of Books, ainsi que dans une version abrégée dans le New York Times, une analyse du rapport de 2007 du Comité international de la Croix-Rouge (CICR) intitulé « Rapport sur le traitement de 14 détenus de grande importance (high value detainees) sous la garde de la CIA », une compilation d'interviews de détenus de black sites conduites entre le 6 et le 11 octobre puis le 11 et le 14 décembre 2006 après leur transfert à Guantanamo. Selon Danner, le rapport était classé « confidentiel » et n'avait pas été rendu public avant de lui être transmis.
Danner fournit des extraits d'interviews, dont celles de Abou Zoubaydah, Walid ben Attash et Khalid Shaikh Mohammed. Selon Danner, le rapport contient des sections sur de « mauvais traitements » dont la suffocation par l'eau, les postures debout stressantes, l'usage de coups, avec les pieds ou à l'aide d'une sangle, l'enfermement dans une boite, la nudité prolongée, la privation de sommeil, l'exposition à une musique assourdissante, à des températures très basses ou très élevées, le menottage prolongé, les menaces, le rasage forcé, la privation de nourriture solide. Daller cite le rapport : « Dans de nombreux cas, les mauvais traitements qui leur furent infligés, sous la garde de la CIA, constituent de la torture. D'autres éléments de ces traitements, pris individuellement ou en combinaison avec d'autres, constituent un traitement cruel, inhumain et dégradant. »

### L'après-Bush: demande d'enquêtes indépendantes
Le 8 juin 2008, 56 membres démocrates du Congrès des États-Unis demandent une enquête indépendante, évoquant la possibilité que le fait d'avoir autorisé ces techniques constitue un crime de la part des responsables de l'administration Bush. Parmi les parlementaires concernés se trouvent John Conyers, Jan Schakowsky et Jerrold Nadler. Ils adressèrent courrier au procureur général des États-Unis Michael B. Mukasey :

« L'administration Bush pourrait avoir systématiquement mis en place des règles d'interrogatoire qui s'apparentent à la torture ou violent la loi. »

Le courrier indique plus loin :

« Parce que ces techniques d’interrogatoire renforcées ont été utilisées sous couvert du ministère de la Justice, la nécessité d'un procureur externe est évidente. »

Selon le Washington Post, cette dernière requête fut rejetée parce que Michael B. Mukasey jugea que :

« Ces responsables ont agi de bonne foi dans leur recherche d'une opinion légale et les juristes qui leur ont apportée l'ont également fait de bonne foi. »

Après que Dick Cheney a confirmé son implication dans l'autorisation de ces méthodes, le sénateur 
Carl Levin, président du Armed Services Committee, Glenn Greenwald et Scott Horton déclarent nécessaire une enquête criminelle :

« Un procureur devait être désigné pour étudier les charges contre les plus éminents responsables du Pentagone et d'autres impliqués dans la planification de ces abus. »

Un peu avant la fin du second mandat de Bush, les médias hors des États-Unis exprimaient la possibilité que le pays soit obligé de soumettre les responsables à une enquête criminelle.
Le rapporteur spécial de l'ONU sur la torture et autres punitions et traitements cruels, inhumains ou dégradants, le professeur  Manfred Nowak, a déclaré en janvier 2008 sur la télévision allemande, après l'inauguration de Barack Obama, que Bush avait perdu son immunité de chef d'État et que selon la loi internationale, tous ceux qui avaient été impliqués dans les violations de cette convention des Nations unies sur la torture devaient être traduits en Justice. Dietmar Herz explique le commentaire de Nowak par le fait que, selon la législation américaine et internationale, le président peut être tenu responsable d'avoir adopté la torture comme méthode d'interrogatoire.
Le 4 février 2009, la Haute Cour de justice britannique révèle que la preuve de la pratique de la torture à l'encontre de Binyam Mohamed, un résident britannique d'ascendance éthiopienne détenu à Guantanamo, ne pouvait être divulguée :

« À la suite de la déclaration de David Miliband, secrétaire d'État américain aux affaires étrangères, si cette preuve était divulguée, les États-Unis mettraient fin à l'échange de renseignements avec la Grande-Bretagne. Ce qui menacerait la sécurité nationale du Royaume-Uni, a dit Miliband à la Cour. »

En réponse, David Davis, ancien ministre de l'Intérieur du cabinet fantôme, commenta :

« Ceci implique qu'il y a bien eu torture dans le cas Binyam, que certaines entités britanniques ont été complices et plus encore que le gouvernement des États-Unis menace notre Haute Cour de ne plus partager de renseignements si cette information était divulguée. »

Le juge de la Haute Cour déclara également qu'une enquête criminelle sur une possible torture avait été ouverte

#### Points de vue légaux
L'administration Bush avait déclaré à la CIA, en 2002, que ses interrogateurs travaillant hors du pays ne violaient pas les lois contre la torture sauf s'ils « avaient l'intention d'infliger une douleur importante », selon une note rendue public le 24 juillet 2008. Selon cette note, la « bonne foi » des interrogateurs et leur « intime conviction » que l'interrogatoire ne causerait pas de souffrance les protège. « Parce que l'intention est un élément du délit, et l'absence d'intention annule la suspicion de torture » écrit Jay Bybee, l'assistant du procureur général des États-Unis dans une note du 1er août 2002. Cette note de 18 pages avait été intensément corrigé et raturé, 10 pages ayant été totalement noircies et seuls quelques paragraphes restaient lisibles sur les 8 autres.
Une autre note rendue public à la même date déclare que le waterboarding ne viole pas les lois contre la torture » tout en citant un certain nombre de mises en garde contre la torture, incluant des déclarations officielles de Bush. Une troisième note demande aux interrogateurs de garder un enregistrement de leurs sessions où des techniques d'interrogatoire renforcées sont utilisées. La note est signée par le directeur de la CIA à cette époque, George Tenet et daté du 28 janvier 2003. Toutes ces notes ont été rendues publiques par l'American Civil Liberties Union qui a obtenu ces documents sous couvert d'une requête Freedom of Information Act.
La version du 1er août 2002 signée par Jay Bybee (concernant Abou Zoubaydah) et quatre notes de 2005 signées par l'assistant du procureur général des États-Unis Steven Bradbury adressé à la CIA et analysant la légalité de diverses méthodes d'interrogatoire, dont le waterboarding, furent diffusées par l'administration Obama le 16 avril 2009.
Le juge américain Antonin Scalia déclara à la BBC Radio 4 que les méthodes n'étant pas punitives, elles ne violent pas le huitième amendement de la Constitution des États-Unis interdisant les peines cruelles ou inhabituelles et ne peuvent donc être déclarées anticonstitutionnelles.
La Cour suprême des États-Unis, dans le procès Hamdan contre Rumsfeld, jugea que contrairement à ce que l'administration Bush avait avancé, l'article 3 des conventions de Genève s'applique bien à tous les détenus de la guerre contre le terrorisme, incluant ceux des tribunaux militaires de Guantanamo, et que ces derniers ont donc violé la loi. La cour réaffirme que ceux qui ont été impliqués dans de mauvais traitements de détenus ont violé la législation américaine et internationale.
Le 19 mai 2006, le Comité des Nations unies contre la torture publia un rapport déclarant que les États-Unis devraient cesser les « mauvais traitements » de leurs prisonniers, puisque de tels traitements, selon le rapport, enfreignent la législation internationale.
Un rapport de Human Rights First et de Physicians for Human Rights a présenté ces méthodes comme étant une forme de torture. Leur communiqué déclare :

« Chacune de ces dix techniques viole la loi américaine dont le War Crimes Act of 1996, le U.S. Torture Act, et le Detainee Treatment Act. »

#### Interdiction
Le 14 décembre 2005, le Detainee Treatment Act a été adopté, établissant que les techniques d'interrogatoire devaient être limitées à celles explicitement autorisées dans le manuel de terrain de l'armée (Army Field Manual). Le 13 février 2008, le Sénat américain, par 51 voix contre 45, approuve le projet de loi sur la limitation du nombre de techniques autorisées à « celles explicitement autorisées dans le manuel de terrain de l'armée. Le Washington Post déclara :

« Cette mesure va bannir l'usage de la noyade simulée, des températures extrêmes et autres méthodes brutales que la CIA a utilisées sur les prisonniers d'Al-Qaïda après les attaques du 11 septembre. »

George W. Bush déclara lors d'une interview de la BBC qu'il userait de son droit de veto sur ce projet de loi, après avoir au préalable signé un ordre exécutif qui « autorise les techniques d'interrogatoire renforcées et exempte la CIA du respect des conventions de Genève. » Le 8 mars 2008, George W. Bush met son veto au projet de loi : « parce que le danger demeure, nous avons besoin de nous assurer que nos agents du renseignement ont tous les outils nécessaires pour arrêter les terroristes (...). Le projet de loi qui m'a été transmis retirerait l'outil le plus utile dans la guerre contre le terrorisme (...) ; si nous devions abandonner le programme de la CIA et le réduire aux méthodes du manuel de terrain de l'armée, nous perdrions des informations vitales qui pourraient nous coûter des vies américaines. »
Le sénateur Edward Kennedy décrit le veto de Bush comme « l'acte le plus honteux de sa présidence ». Il ajoute : « À moins que le Congrès n'outrepasse ce veto, l'Histoire retiendra cet acte comme une insulte flagrante à l'État de droit et une souillure importante sur l'image de l'Amérique aux yeux du monde »,,,.
Selon Jane Mayer, pendant la période de transition entre les deux administrations Bush-Obama, les conseillers de ce dernier se sont rendus au quartier général de la CIA à Langley afin de déterminer si « une interdiction des techniques d'interrogatoire renforcées entraverait l'acquisition de renseignements ».

« Il y avait unanimité parmi les conseillers d'Obama sur le fait que le changement de pratique n'affecterait en aucune manière l'obtention de renseignements. »

Le 22 janvier 2009, le président Obama signe un ordre exécutif contraignant la CIA à n'utiliser que les 19 méthodes d'interrogatoire du manuel de terrain de l'armée américaine (FM 2-22.3 Human Intelligence Collector Operation) « à moins que le procureur général, à la suite de consultations appropriées, ne donne d'autres consignes.

#### Collusions de l'Association américaine de psychologie
En 2005, un comité de l'APA, la Task Force on Psychological Ethics and National Security (PENS) conclut en effet à la légitimité éthique de la participation des psychologues américains aux interrogatoires. Malgré certaines protestations internes, la direction de l'APA a maintenu cette orientation. Selon Hoffman, cela en raison des nombreux contrats liant par ailleurs la psychologie américaine au Pentagone.
Une bonne partie de la direction de l'Association américaine de psychologie (APA) (le PDG Norman B. Anderson (en), vice-PDG Michael Honaker, directeur des relations publiques Rhea Farberman et directeur en matière d'éthique Stephen Behnke (en)) démissionna en 2015 à la suite d'accusations de collusion avec ce programme, qualifié de torture. Cette décision fut prise à la suite de la publication d'un audit externe dirigé par David H. Hoffman (en), ex-inspecteur général (en) de Chicago, lui-même décidé après la publication de Pay Any Price: Greed, Power and Endless War du reporter du New York Times James Risen.